# Hendrik Demarest
Hendrik Demarest (Jabbeke, 20 juni 1921 - Brugge, 10 augustus 2012) was een Vlaams schrijver en heemkundige.

## Levensloop
Met een diploma van onderwijzer (1940) werd Demarest ambtenaar bij de stad Brugge:
- ambtenaar bevolkingsdienst, 1943;
- bureauchef bij de Brugse Musea, 1981.

Demarest interesseerde zich voor volkskunde en heemkunde. Hij was raadslid in de Bond van West-Vlaamse Volkskundigen.

## Publicaties
- Bertje van Brugge, 1973.
- In 't Kwartier van Jan, 1974.
- De Brugse Saeyhalle, 1974.
- 't Brugs Bertje in 't Zilver, 1975.
- Uit 't Brugse Buurschap van Bertje en de Huzaar, 1976.
- Huizen in de Vlamingstraat, 1978.
- Brugse devotieprenten van Onze-Lieve-Vrouw  ten tijde van Guido Gezelle, 1982.
- Brugse mensen in de buurschap Langestraat, 1982.